# Château de Trégranteur
Le château de Trégranteur est un château français situé à Trégranteur, un lieu-dit de la commune de Guégon, dans le Morbihan 

## Situation
Le château est situé immédiatement au nord du hameau de Trégranteur, au sud de la commune de Guégon.

## Histoire

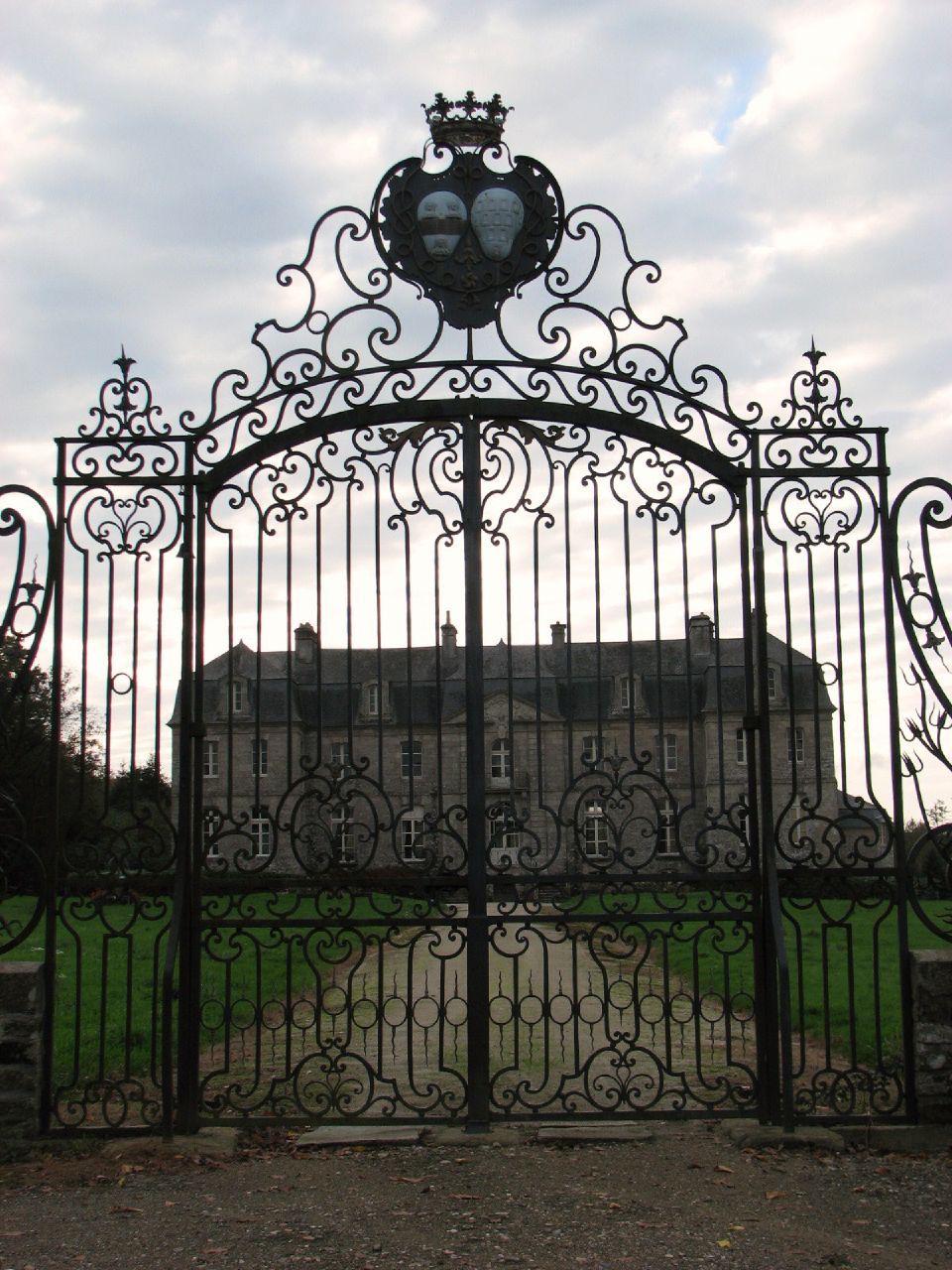
Grille d'entrée.

La terre de Trégranteur est propriété depuis 1204 de la famille Trégarantec. Elle passe, par alliance, aux familles Quelen du Broutay en 1544, puis Bonin de Courroy en 1571.
Le château actuel est construit en 1750[réf. souhaitée] par l'architecte Hippolyte de Brilhac pour René-Jean Bonin, conseiller au parlement de Bretagne. Le parc semble être aménagé à la même époque, la grille en ferronnerie du portail, aux armes des Bonin et Saint-Pern, étant l'œuvre d'Eustache Roussin dans les années 1750.
Il est réaménagé après la Révolution française, au XIXe siècle, par la famille du Halgouët qui entreprend notamment de combler les douves et démolir plusieurs dépendances, dont un colombier.
La grille d'entrée est classée au titre des monuments historiques par arrêté du 19 mars 1943, tandis que le château et le parc sont inscrits par arrêté du 11 avril 1947.

## Architecture
Le château se présente sous la forme d'un corps central entouré de deux ailes flanquées chacune d'un pavillon en avant-corps. L'architecte l'a construit suivant le style Louis XIV, qui est moins d'actualité à l'époque de sa construction. Le château est bâti sur 3 niveaux, présentant de grandes fenêtres en arc surbaissé.
L'accès principal au bâtiment se fait par un perron à double révolution. Le rez-de-chaussée est décoré selon le style Louis XV de l'époque.